# Hr.Ms. Claesje (1940)
De Hr.Ms. Claesje (FY 1716) was een Nederlandse hulpmijnenveger. Het schip is gebouwd als RO 46 door de scheepswerf J. Smit Czn. uit Alblasserdam. Het schip werd op 2 april 1940 gevorderd door de Nederlandse marine en omgebouwd tot hulpmijnenveger en als hulpmijnenveger 7 in dienst genomen. Na de val van Nederland in 1940 wist het schip uit te wijken naar het Verenigd Koninkrijk. Het schip voerde eerst veegoperaties uit in de Britse wateren. Op 4 oktober 1941 vertrok het schip naar West-Indië om daar patrouillediensten te verrichten. In maart 1945 keerde het schip terug naar het Verenigd Koninkrijk om later dat jaar terug te worden gegeven aan de eigenaar.